# Bataille de Vrines
Pour les articles homonymes, voir Bataille de Thouars.
Guerre de Vendée
Batailles
La bataille de Vrines, parfois aussi appelée deuxième bataille de Thouars, se déroula le 14 septembre 1793 lors de la première guerre de Vendée et fut une victoire de l'armée républicaine.

## La bataille
Le 14 septembre 1793, le général vendéen Louis de Lescure rassembla 2 000 hommes au camp de Saint-Sauveur et tenta une attaque sur Thouars. La ville avait 20 000 hommes pour se défendre, cependant, mis à part 2 000 gardes nationaux et soldats de ligne, il s'agissait en grande majorité de paysans mal armés et mobilisés dans les territoires non insurgés de l'Est. Les Vendéens passèrent à l'attaque au pont de Vrines à l'ouest de la ville mais malgré tout en infériorité numérique, ils battirent en retraite par suite des renforts, sur leur flanc par la route de Saint-Loup-Lamairé et la porte de Paris, de 5 000 hommes de bonnes troupes commandées par le général Rey qui était en poste à Airvault. Celui-ci avait été averti, la nuit précédente, d'un rassemblement de Vendéens du côté de Thouars. Lescure ordonna alors la retraite qui fut exécutée en bon ordre.

## Les pertes
Les pertes vendéennes furent de 20 morts selon Berthre de Bourniseaux et de 30 selon un témoin républicain. Le général Rey les éleva à 100 dans son rapport ce qui semble être une exagération. Selon le rapport du général en chef Jean Antoine Rossignol, les pertes des Républicains sont de 4 à 6 morts et 15 blessés.
Selon les états, cependant incomplets, du 14e bataillon de Paris, dit de la République, anciennement des Piquiers, trois hommes du bataillon sont tués le 14 septembre 1793 à Thouars, dont le chef de bataillon John Oswald. Un autre volontaire est porté blessé d'un coup de fusil à l'œil gauche.

## Sources
- Émile Gabory, Les Guerres de Vendée : la révolution et la Vendée. Napoléon et la Vendée. Les Bourbons et la Vendée. L'Angleterre et la Vendée, Paris, Robert Laffont, coll. « Bouquins », 2009, 1476 p. (ISBN 978-2-221-11309-7), p. 261.
- Hervé Coutau-Bégarie (dir.) et Charles Doré Graslin (dir.), Histoire militaire des guerres de Vendée, Paris, Economica, coll. « Bibliothèque stratégique. », 2010, 649 p. (ISBN 978-2-7178-5828-0), p. 242-243.
- A. Ray, Réimpression de l'ancien Moniteur, t. XVII, p. 676. texte en ligne sur google livres.
- Charles-Louis Chassin et Léon Hennet, Les volontaires nationaux pendant la Révolution, t. II, L. Cerf (Paris), 1902, p. 354. lire en ligne sur gallica